# Thomas Staggs
Thomas Owen "Tom" Staggs (Illinois, 1961) es un empresario, inversor y ejecutivo estadounidense. Es uno de los cofundadores y codirectores ejecutivos de la compañía de medios Candle Media. Staggs se desempeñó anteriormente durante casi 27 años en The Walt Disney Company, a partir de 1990, trabajando en el sector de finanzas, luego convirtiéndose en director financiero (CFO), posteriormente como presidente de Walt Disney Parks and Resorts Worldwide y finalmente como director de operaciones (COO). También ocupa cargos directivos en varios consejos de administración de empresas, incluyendo Spotify.

## Primeros años
Staggs nació en Illinois y creció en Minnesota. Se graduó de Minnetonka High School en 1978, y recibió una licenciatura en negocios de la Universidad de Minnesota y un MBA de la Escuela de Postgrado de Negocios Stanford.

## Carrera
Staggs comenzó su carrera como banquero de inversiones para Dain Bosworth, posteriormente Morgan Stanley antes de unirse a The Walt Disney Company en 1990.
Al llegar a Disney, Staggs ascendió de su puesto como gerente de planificación estratégica a vicepresidente senior de planificación y desarrollo estratégico en 1995. Staggs se convirtió en vicepresidente ejecutivo y director financiero en 1998, y en enero de 2000 se convirtió en vicepresidente ejecutivo senior y director financiero. Como director financiero, Staggs jugó un papel decisivo tanto en la compra de Pixar por 7400 millones de dólares en 2006, así como en la adquisición de Marvel Entertainment por 4000 millones de dólares en 2009.
El 1 de enero de 2010, Staggs se convirtió en presidente de la división Walt Disney Parks and Resorts, donde "duplicó con creces las ganancias operativas, a $ 2,66 mil millones", mientras estaba a cargo de los aproximadamente 140.000 colaboradores de la compañía, los parques temáticos, dos líneas de cruceros, negocios hoteleros y turísticos. Staggs lideró el desarrollo del conjunto de tecnologías MyMagic plus y la creación de un sitio temático de Avatar en el parque Animal Kingdom de Disney. El director ejecutivo de Disney, Bob Iger, agradeció a Staggs por liderar "un crecimiento y una expansión sin precedentes, incluyendo la construcción de Shanghai Disney", complejo turístico de 5500 millones de dólares.
El 5 de febrero de 2015, Staggs fue nombrado director de operaciones de The Walt Disney Company. A pesar de "la difícil historia de sucesores de Disney", Staggs fue ampliamente considerado como el heredero aparente de Bob Iger como director ejecutivo de Disney.
El 4 de abril de 2016, Disney anunció que Staggs y la compañía habían acordado mutuamente poner fin a su vínculo. Staggs renunció como director de operaciones a partir del 6 de mayo de 2016 y permaneció en la empresa como "asesor especial del director ejecutivo" Bob Iger hasta el final del año fiscal.Iger extendió su contrato como presidente y director ejecutivo de Disney para seguir siendo presidente hasta 2021.Tras su salida de Disney, y antes de su fusión con Viacom en agosto de 2019, Staggs estaba considerado para suceder a Les Moonves como director ejecutivo de CBS.
En julio de 2023, Staggs junto con otro exejecutivo de la emrpesa, Kevin Mayer, regresaron a Disney como asesores a instancias del director ejecutivo Bob Iger.F
En octubre de 2020, Staggs ayudó a formar la Special Purpose Acquisition Company (empresa de adquisiciones con fines especiales, SPAC por sus siglas en inglés) Forest Road Acquisition Corp como su director, formando equipo con su excolega en Disney Kevin Mayer, y Forest Road Company (FRC), de la cual es inversor original y miembro del consejo asesor. Otros miembros de la junta y asesores de Forest Road Acquisition Corp incluyen al fundador de FRC, Zachary Tarica, Shaquille O'Neal, Mark Burg y Martin Luther King III. FRC es un "proveedor de servicios completos" para la industria cinematográfica independiente y presta fondos contra créditos fiscales estatales para películas. FRC comenzó a cotizar en bolsa el 25 de noviembre de 2020 (NYSE: FRX), y ese mes se informó que había recaudado más de 300 millones de dólares. En febrero de 2021, se celebró un acuerdo para una fusión tripartita entre Forest Road Acquisition Corp, Myx Fitness Holdings y Beachbody.
En 2021, Staggs y Kevin Mayer fundaron Candle Media, que se creó a partir de su SPAC anterior. Candle Media ha participado en diez adquisiciones, que incluyen la empresa 'Hello Sunshine' fundada por Reese Witherspoon y Moonbug Entertainment, que produce la popular serie de televisión infantil Cocomelon.
Desde que dejó Disney, Staggs ha sido un inversor activo y asesor de varias empresas. También es miembro de la junta directiva de Spotify